# 毛叶老牛筋
毛叶老牛筋（学名：Arenaria capillaris）是石竹科无心菜属的植物。分布于蒙古、美国、加拿大、俄罗斯以及中国大陆的辽宁、吉林、内蒙古、河北、黑龙江等地，生长于海拔850米的地区，多生长于山地阳坡草丛中以及山顶砾石地，目前尚未由人工引种栽培。

## 别名
蚤缀（东北植物检索表） 兴安鹅不食（东北草本植物志） 毛梗蚤缀（内蒙古植物志） 细毛蚤缀（拉汉种子植物名称）

## 异名
- Arenaria capillaris Poir. var. glandulifera (Ser.) Schischk.